# Nurachi
Nurachi (en sard, Nurachi) és un municipi italià, dins de la província d'Oristany. L'any 2007 tenia 1.619 habitants. Es troba a la regió de Campidano di Oristano. Limita amb els municipis de Baratili San Pietro, Cabras, Oristany i Riola Sardo.

## Administració
| Període | Identitat      | Partit        |
| ------- | -------------- | ------------- |
| 2005-   | Filippo Scalas | Llista cívica |